# Nottingham John Player 1975
Il Nottingham John Player 1975 è stato un torneo di tennis giocato sull'erba. È stata l'8ª edizione del Nottingham John Player che fa parte del Commercial Union Assurance Grand Prix 1975. Si è giocato a Nottingham in Gran Bretagna dal 16 al 22 giugno 1975.

## Campioni

### Singolare
Tom Okker ha battuto in finale  Tony Roche con il punteggio di 6–1 3–6 6–3

### Doppio
Charlie Pasarell /  Roscoe Tanner hanno battuto in finale  Tom Okker /  Marty Riessen con il punteggio di 6–2, 6–3